# Pier Luigi Cervellati
Pier Luigi Cervellati (Bologna, 18 ottobre 1936) è un architetto e urbanista italiano.

## Biografia
È stato docente di restauro, recupero e riqualificazione urbana presso le facoltà di lettere dell'Università di Bologna ed Architettura dell'Università di Venezia.
Ha contribuito allo sviluppo di ipotesi di recupero dei centri storici di Modena e Bologna mediante l'inserimento di residenze economico-popolari. Tra il 1964 e il 1980 a Bologna fu assessore al traffico, all'edilizia pubblica e privata e all'urbanistica .
Dopo tale esperienza, nella quale mise a punto il metodo operativo per conservare le strutture fisiche e la popolazione tradizionalmente residente nella città storica, ha esteso l'idea di restauro/ripristino al territorio, progettando il Piano del Parco regionale di Migliarino San Rossore Massaciuccoli, approvato nel 1989, e il Piano regionale del Parco del Delta del Po, rimasto sulla carta.
Nel 1980 è stato anche eletto consigliere regionale in Emilia-Romagna per il PCI.
È ritornato poi ad occuparsi della città storica e, fra i suoi vari lavori, si segnala il Piano di Palermo, con Leonardo Benevolo e Italo Insolera (1992), e di Pistoia (2002), con Giovanni Maffei Cardellini e Alberto Montemagni.
Nell'ambito del restauro architettonico è celebre per il progetto di recupero dell'Ex Oratorio San Filippo Neri a Bologna, devastato dai bombardamenti del 1944, realizzato negli anni 1998-1999 .
Alla fine degli anni '90 ha progettato il complesso di Piazza della Repubblica a Cattolica, ispirato alle tipiche piazze porticate romagnole, unitamente al nuovo teatro comunale, una delle pochissime strutture del genere costruite nel dopoguerra.
Negli anni 2000 ha realizzato il progetto per la ricostruzione del Teatro Amintore Galli di Rimini.

## Elenco parziale degli scritti
- La nuova cultura delle città, 1977
- La città post-industriale, 1984
- La città bella, 1991
- L'arte di curare le città, 2000

## Riconoscimenti
- Nel 1973 l'Accademia dei Lincei gli ha conferito il Premio Feltrinelli per le Arti.[4]